# ميليس ألفان
ميليس ألفان (ميليس جيلبي؛ ولدت عام 1978 في إزمير) هي صحفية ومؤلفة تركية معروفة لنشاطها في مجال حقوق المرأة التركية وصحافة الموضة.

## تعليم
بعد تخرجها من معهد الكلية الأمريكية في إزمير، درست الموضة في كلية لندن للأزياء حيث حصلت على درجة البكالوريوس. بعد ذلك درست لفترة في معهد الأزياء للتكنولوجيا في نيويورك. لقد عادت إلى تركيا عام 2001 وبدأت عملها الصحفي في مجلة Vizyon. في نفس العام بدأت العمل في صحيفة راديكال وبحلول عام 2003 حصلت على وظيفة في صحيفة ملليت. في عام 2009، بدأت العمل في جريدة حريت، والتي عملت فيها لمدة 9 سنوات. كتبت مقالات عن حقوق المرأة والموضة من بين قضايا أخرى وبمرور الوقت أصبحت واحدة من الصحفيات القلائل اللواتي كتبن عمودًا خاصًا في إحدى الصحف التركية. في عام 2019 نشرت كتاب سأفعل - قصص حياة ملهمة.

## الملاحقة القانونية
في نوفمبر 2020، بدأ تحقيق في منشور لها على إنستغرام حول احتفالات رأس السنة الكردية في ديار بكر في عام 2015. في الصورة المذكورة، ظهر أيضًا علم حزب العمال الكردستاني، الذي كانت الحكومة التركية في ذلك الوقت تجري مفاوضات سلام معه. طالبت النيابة بسجنها لمدة تصل إلى 7 سنوات و6 أشهر. تمت تبرئتها في 21 مايو 2021.

## الجائزة
- «أفضل مقابلة» عام 2013، من جوائز الصحافة التركية التقليدية.[9]